# Aytré
Aytré là một xã trong tỉnh Charente-Maritime trong vùng Nouvelle-Aquitaine, tây nam nước Pháp. Xã Aytré nằm ở khu vực có độ cao từ 1-21 mét trên mực nước biển. Aytré được biết đến với bãi biển dài, là nơi du lịch biển, có trờ lướt sóng.

## :Liên kết ngoài
- Official Aytré website